# 사마귀풀

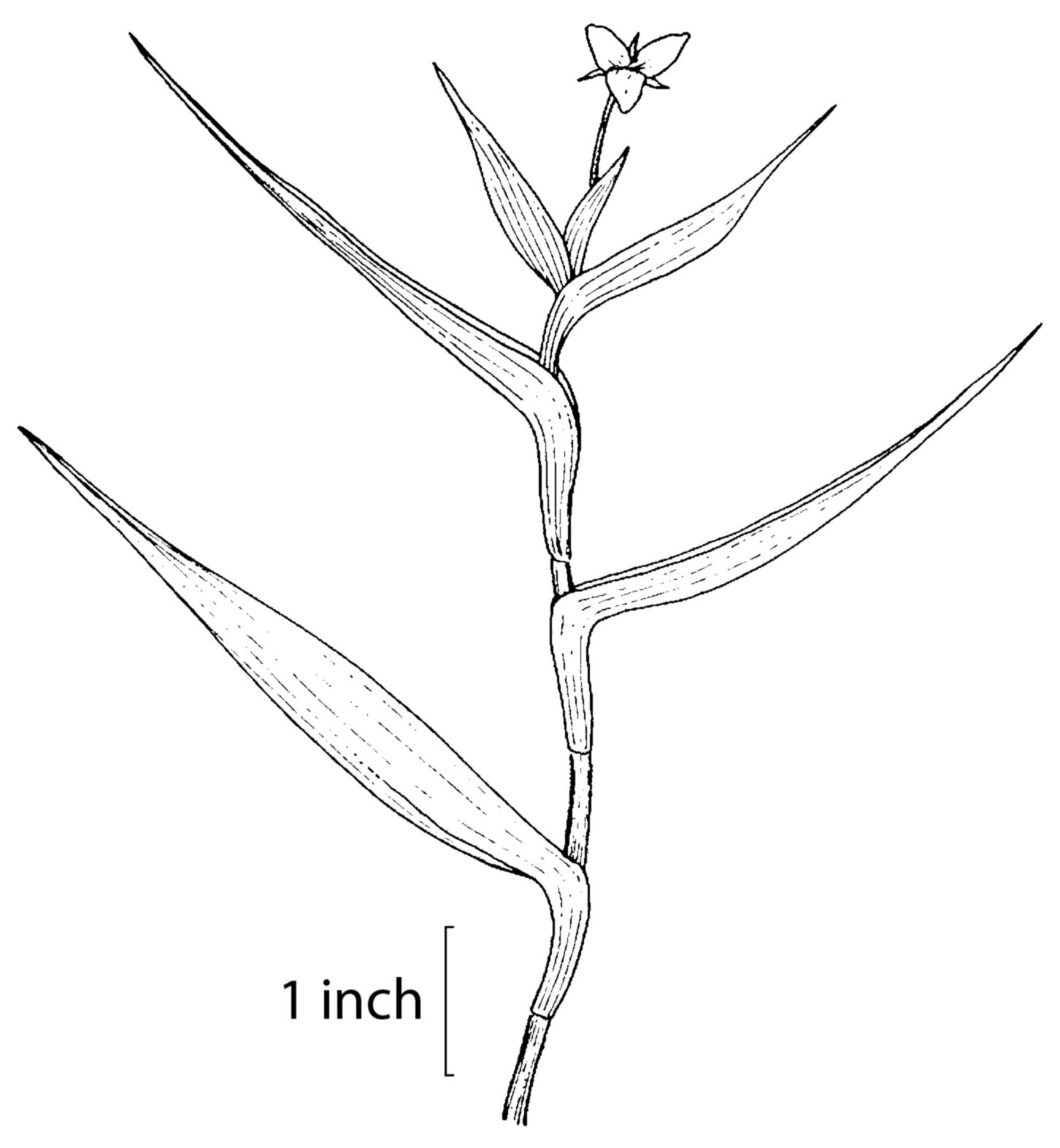

사마귀풀은 닭의장풀과의 풀로 학명은 Murdannia keisak이다. 애기달개비라고도 한다.

## 특징
줄기는 높이 20cm 정도이고 밑부분에서 가지가 갈라져 도복(倒伏)하며 각 마디에서 수염뿌리가 나온다. 줄기는 황색을 띠며 1개의 털줄이 있다. 잎은 어긋나고 좁은 피침형이며 밑부분이 짧은 잎집으로 되어 있다. 꽃은 연한 홍자색으로 8-9월에 잎겨드랑이에서 1개씩 달리고 대가 있다. 꽃잎은 3개이고 하루 만에 시든다. 꽃받침조각은 3개이고 막질이며 녹색을 띠고 있다. 열매는 10월경에 맺으며 길이가 1cm 정도이고 타원형인데, 3갈래로 갈라지면서 작은 종자가 나온다. 이 풀을 사마귀에 붙이면 사마귀가 떨어진다고 하며, 또 식용하는 것도 있다.

## 관리 및 번식법
관리법 : 습지에서 자라기 때문에 수분이 많은 곳에 심는 것이 좋으며 실내에서는 물이 잘 빠지지 않는 화분에 심어서 관리해도 좋다.
번식법 : 10월에 열리는 종자를 이듬해 봄 화분이나 화단에 뿌린다.